# Seine Hoheit – Genosse Prinz
Seine Hoheit – Genosse Prinz ist eine deutsche Filmkomödie der DEFA von Werner W. Wallroth aus dem Jahr 1969.

## Handlung
Kaspar Mai ist als DDR-Außenhandelskaufmann für Porzellan tätig. Seine Kaderakte ist sauber, er ist beliebt bei den Kollegen und vor allem bei den Frauen, die ihm reihenweise verfallen – sehr zum Unmut seines Freundes Hennes, der sich in die neue Kollegin Angelika Engel verliebt hat, die prompt Kaspar verfällt. Nicht nur seine Art kommt bei Frauen an, sondern auch seine Vergangenheit: Im Jahr 1945 wurde er als Kleinkind auf einem Bahnhof gefunden. Da er im Mai gefunden wurde und an Findelkind Kaspar Hauser erinnerte, erhielt er seinen Namen.
Hennes beklagt sich über sein schweres Los bei Frauen bei seinem besten Freund Bruno, der als Maler und Restaurator arbeitet. Gerade restauriert der das Bild eines Herrschers von Hohenlohe-Liebenstein, der Kaspar wie aus dem Gesicht geschnitten ist. Da Bruno zuvor ein Porträt Kaspars angefertigt hatte, vermutet er eine unbewusste Kopie des Kaspar’schen Bildes. Er hat ein schlechtes Gewissen, doch Hennes lässt ihn das Bild so zurückgeben, hängt es doch normalerweise in einem Schloss, in das Kaspar seine neuste Liebschaft zu entführen pflegt. Beiden wollen ihm so einen Streich spielen. Tatsächlich besucht Kaspar mit Angelika das Schloss und sieht sich seinem zweiten Ich in Porträtform gegenüber. Angelika glaubt an einen schlechten Scherz und lässt ihn stehen. Auch Kaspar erkennt schnell, dass Bruno das Bild restauriert hat und gibt sich am nächsten Tag als Jux recht prinzlich. Als am Abend jedoch eine fremde Frau erscheint und sich als seine Spreewald-Amme aus fürstlichen Tagen ausgibt, geht Kaspar das doch zu weit.
Es wird deutlich, dass Kaspar tatsächlich ein Prinz ist. Erst das restaurierte Bild im Schloss brachte seine einstige Amme auf seine Spur. Kaspar heißt in Wirklichkeit Eitel Friedrich Prinz von Hohenlohe-Liebenstein und ist Erbprinz der fürstlichen Güter in der Nähe von Stuttgart. In seinem Betrieb versucht er, die neuen Erkenntnisse bekanntzumachen, doch glauben alle an eine Fortführung des Scherzes. Angelika ist so genervt, dass sie sich von ihm trennt und die Kollegen machen sich über ihn lustig. Kaspar reist daher nach Stuttgart und besucht das fürstliche Schloss in Liebenstein. Er muss sich dort der liebestollen Witwe, Prinzessin Diana, erwehren und auch die Verwandtschaft bändigen. Die plant, einen Teil des weitläufigen Grundstücks an den Staat zu verkaufen, damit darauf ein NATO-Flughafen errichtet werden kann. Schon jetzt fliegen kleinere Flugzeuge beständig über das fürstliche Grundstück, verursachen extremen Lärm und stürzen mit gewisser Regelmäßigkeit ab. Kaspar widersetzt sich dem Ansinnen und reist kurze Zeit später ab.
Zurück auf Arbeit hat inzwischen die Presse über den „roten Prinzen“ im Westen berichtet. Kaspars Vorgesetzte sind verunsichert, wie sie seine neue Identität in der Kaderakte vermerken sollen. „Soziale Herkunft: Feudaladel“ und „Vater: Landesregent“ würde ein merkwürdiges Licht auf Kaspar werfen. Der will nun seinen neuen Namen wieder loswerden. Ein entsprechender Gerichtsprozess würde Jahre dauern und so entscheidet er sich schließlich für die schnellste Variante: Er heiratet Angelika Engel und nimmt ihren Nachnamen an. Wenig später liegen beide im Ehebett und Angelika bittet Kaspar, nur noch einmal etwas zu wiederholen. Resignierend setzt er sich nackt die Fürstenkrone auf und Angelika bricht in Lachen aus.

## Produktion
Seine Hoheit – Genosse Prinz wurde unter anderem in Thüringen gedreht. Dabei mussten Teile des Drehbuchs auf offizielle Weisung hin verändert werden. „Strahl und sein Regisseur Werner W. Wallroth werden mehrfach, bis zum Minister hinauf, mit Listen zu streichender Wörter und Sätze versehen, der fertige Film […] ist fast nur noch lustig, ohne Biß und soziale Schärfe“.
Der Film wurde schließlich am 16. September 1969 im Berliner Kosmos uraufgeführt.

## Kritik
Die zeitgenössische Kritik befand, dass sich der Film zwar von einfachem Lustspiel zu Schwank wandle, jedoch am Ende nur „Gags aus jener Küche, in der Hausmannskost zubereitet wird“, bietet. Renate Holland-Moritz lobte, dass sich der Film nach langatmigem Beginn steigert, und hob Rolf Ludwigs und Jutta Wachowiaks komödiantische Leistungen hervor.
Das Lexikon des internationalen Films befand: „Trotz einigen Klamauks eine insgesamt gelungene Komödie, die ihre Botschaft – nicht Abstammung, sondern die gesellschaftlichen Verhältnisse prägen den Menschen – überwiegend mit bissiger Ironie vorträgt. Dabei geizt der Film auch nicht mit Seitenhieben auf die DDR, wenngleich einige Spitzen aus dem Drehbuch entfernt werden mussten.“
Für Cinema war die „Ost-West-Satire“ „amüsanter, mild ironischer Klassenkampf“.